# Hakea oligoneura
Hakea oligoneura (лат.) — небольшой редкий кустарник, вид рода Хакея (Hakea) семейства Протейные (Proteaceae). Известен лишь в нескольких популяциях к югу от Перта в Западной Австралии, произрастающих исключительно на прибрежных известняковых хребтах. Растение характеризуется кремово-белыми цветами и жёсткими толстыми жёлто-зелёными листьями.

## Ботаническое описание
Hakea oligoneura — небольшой куст высотой 1,8-2 м и шириной до 2 м с гладкой корой или покрытой мелкими трещинами при созревании. Более мелкие ветви имеют цилиндрическую форму с густыми волосками белого или ржавого цвета длиной 0,2-0,4 мм и прижаты к стеблю, становясь голыми по мере взросления. Плоские или редко слегка изогнутые внутрь листья растут попеременно вдоль стебля. Узкие копьевидные листья шире над серединой, 21-68 мм в длину и 4,5-10 мм в ширину. Листья тонкие и жёсткие, с зубчатыми колючими краями по краям с 1-4 продольными жилками. Плоды имеют длину 10-15 мм, ширину 7-10 мм и имеют на поверхности небольшие выступы в форме пробковой пирамиды.

## Таксономия
Вид Hakea oligoneura был описан Келли Шепард и Робин-Мэри Баркер в 2009 году в Nuytsia. Видовой эпитет — от древнегреческих слов oligo, означающего «немногие», и neuron, означающего «нерв», ссылаясь на отсутствие заметных вторичных вен на листьях, что отличает его от других близкородственных видов. Правильное слово в древнегреческом «немногие» — это, однако, oligos (греч. ὀλίγος).

## Распространение и местообитание
Hakea oligoneura имеет ограниченное распространение и известна лишь в нескольких изолированных популяциях в Национальном парке Ялгоруп между Манджерой и Банбери вдоль побережья Западной Австралии. Произрастает на известняковых грядах в бело-коричневом песке в эвкалиптовом редколесье.

## Охранный статус
Вид Hakea neurophylla классифицируется как «приоритет четыре — редкий» Департаментом парков и дикой природы правительства Западной Австралии, что означает, что вид редкий или почти под угрозой, из-за ограниченного ареала.